# Canadian International 2022
Die Canadian International 2022 im Badminton fanden vom 6. bis zum 11. Dezember 2022 in Markham statt. Der komplette englische Name der Veranstaltung war YONEX Canadian International Challenge 2022.

## Sieger und Platzierte
| Disziplin    | Gold                           | Silber                           | Bronze                             |
| ------------ | ------------------------------ | -------------------------------- | ---------------------------------- |
| Herreneinzel | Takuma Obayashi                | Brian Yang                       | Christo Popov                      |
| Herreneinzel | Takuma Obayashi                | Brian Yang                       | Kai Schäfer                        |
| Dameneinzel  | Michelle Li                    | Natsuki Nidaira                  | Rachel Chan                        |
| Dameneinzel  | Michelle Li                    | Natsuki Nidaira                  | Zhang Beiwen                       |
| Herrendoppel | Rasmus Kjær Frederik Søgaard   | Mahiro Kaneko Hashiru Shimono    | Adam Dong Nyl Yakura               |
| Herrendoppel | Rasmus Kjær Frederik Søgaard   | Mahiro Kaneko Hashiru Shimono    | Chen Zhi-yi Presley Smith          |
| Damendoppel  | Annie Xu Kerry Xu              | Clara Azurmendi Beatriz Corrales | Jackie Dent Crystal Lai            |
| Damendoppel  | Annie Xu Kerry Xu              | Clara Azurmendi Beatriz Corrales | Talia Ng Wendy Zhang               |
| Mixed        | Mathias Thyrri Amalie Magelund | Jan Colin Völker Stine Küspert   | Vinson Chiu Jennie Gai             |
| Mixed        | Mathias Thyrri Amalie Magelund | Jan Colin Völker Stine Küspert   | Ty Alexander Lindeman Josephine Wu |